# Renault 4
Renault R4 byl malý osobní automobil, který vyráběla francouzská automobilka Renault. Byl nástupcem modelu 4CV. Nahradil ho vůz Renault 5. Vyráběl se v letech 1961 až 1992. Vyrobeno bylo přes 8 milionů kusů.

## Popis
Oproti předchůdci byl Renault 4 prostornější a dynamičtější. S účelnou karoserií hatchback byl designově moderní. Zpočátku byl dodáván s motorem objemu 603 cm³. Později s objemy 747 cm³, 845 cm³, 956 cm³ a 1108 cm³.

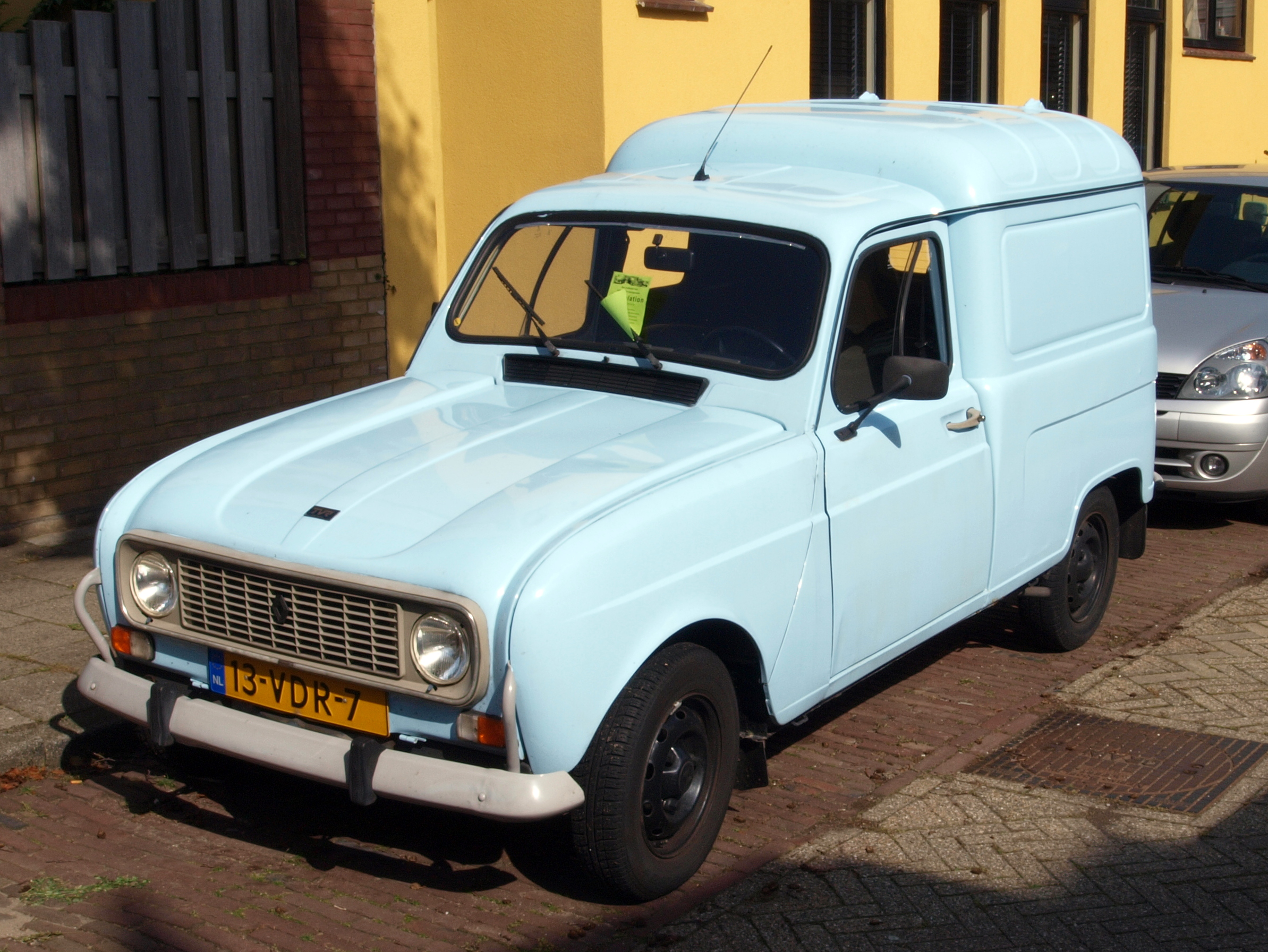
Renault 4 Fourgonnette

Renault 4 se stal hlavním konkurentem automobilu Citroën 2CV. Stejně jako on nabízel vyjímatelná sedadla z trubek, odnímatelné panely karoserie a stahovací textilní střechu. Měl také řadicí páku na palubní desce a dokonce i stylistické pokračování čelního skla mezerou mezi bočními plechy. Citroën ho považoval za plagiát, práv se však proti zestátněnému podniku Renault nedovolal. Obdobně jako z 2CV byla z R4 odvozena uzavřená užitková verze Renault 4 Fourgonnette (u Citroën pojmenovaná AK) a otevřený malý lehký vůz terénního charakteru Renault Rodeo (jako Citroën Méhari).  